# Deherainia lageniformis
Deherainia lageniformis är en viveväxtart som beskrevs av J. Gomez-laurito och N. Zamora. Deherainia lageniformis ingår i släktet Deherainia, och familjen viveväxter. Inga underarter finns listade i Catalogue of Life.